# Berbiguières
Berbiguières (okzitanisch: Berbiguièras) ist ein Ort und eine südwestfranzösische Gemeinde (commune) mit 178 Einwohnern (Stand 1. Januar 2022) in der alten Kulturregion des Périgord im Département Dordogne in der Region Nouvelle-Aquitaine.

## Lage
Berbiguières liegt im Tal der Dordogne in einer Höhe von ca. 165 m ü. d. M. etwa 26 Kilometer (Fahrtstrecke) südwestlich von Sarlat-la-Canéda bzw. etwa 52 Kilometer östlich von Bergerac.

## Bevölkerungsentwicklung
| Jahr      | 1968 | 1975 | 1982 | 1990 | 1999 | 2006 | 2012 |
| Einwohner | 159  | 160  | 173  | 181  | 177  | 177  | 172  |

Im 19. Jahrhundert hatte der Ort meist zwischen 300 und 450 Einwohner. Die Reblauskrise im Weinbau und der Verlust von Arbeitsplätzen durch die Mechanisierung der Landwirtschaft haben seitdem zu einem deutlichen Bevölkerungsrückgang geführt, der sich jedoch wegen des zunehmenden Tourismus in der Region seit den 1960er Jahren wieder in ein leichtes Wachstum verkehrt hat.

## Wirtschaft
Bis in die heutige Zeit spielt die Landwirtschaft die größte Rolle im Wirtschaftsleben der Gemeinde: Der ehemals auch hier betriebene Weinbau ist jedoch nach der Reblauskrise gänzlich aufgegeben worden; Tabak und Mais sind ebenfalls auf dem Rückzug – stattdessen dominieren Felder und Weiden, aber auch Walnuss-, Eßkastanien- und Obstbäume die Region. Auch Gänseleberpastete und Trüffel zählen zu den regionalen Produkten. Einige leerstehende Häuser werden als Ferienwohnungen (gîtes) vermietet.

## Geschichte
Das Château de Berbiguières war im Mittelalter ein Außenposten von Castelnaud; der Ort entwickelte sich zu seinen Füßen, wurde jedoch im Verlauf des Hundertjährigen Krieges (1337–1453) in Mitleidenschaft gezogen.

## Sehenswürdigkeiten

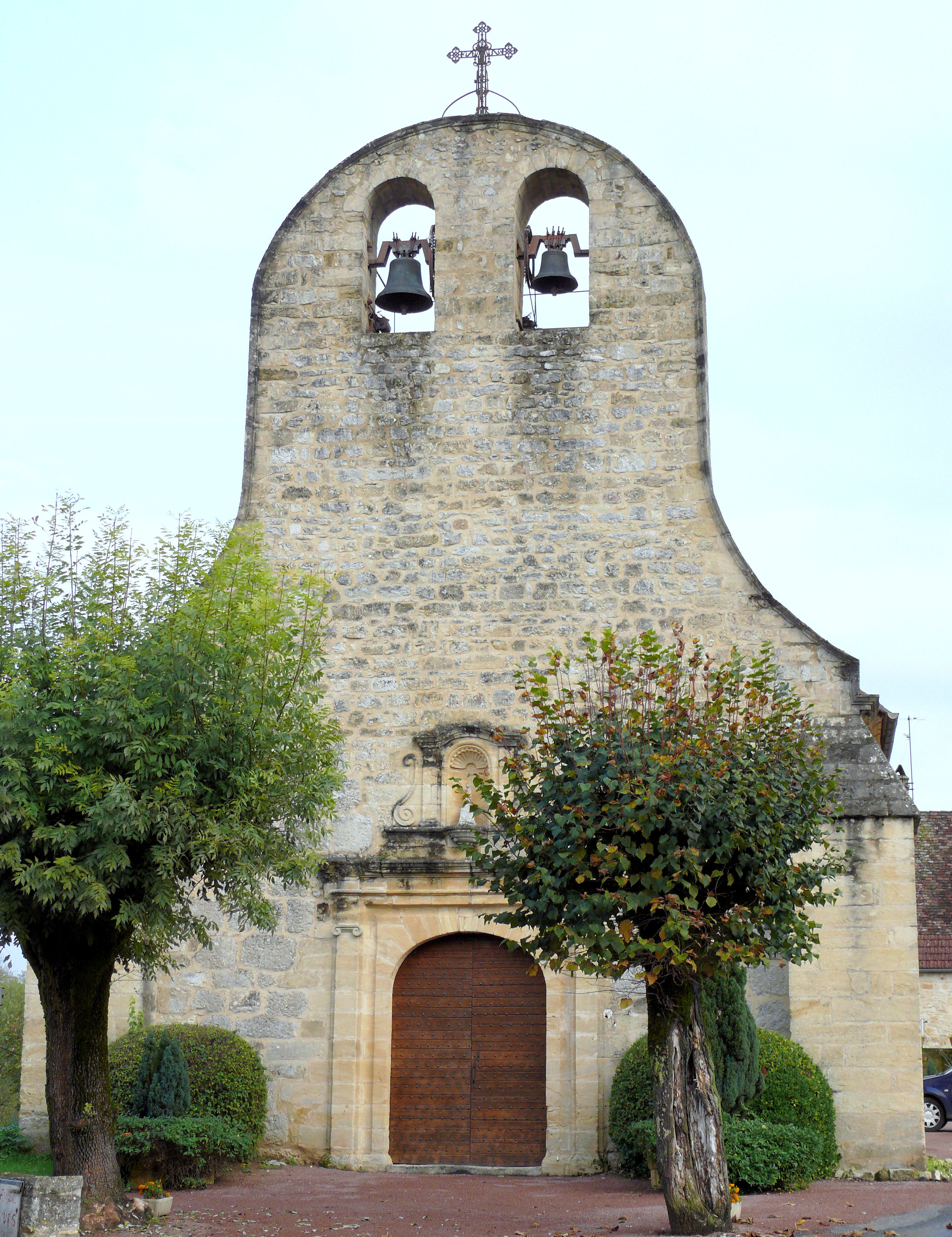
Kirche Saint-Denys

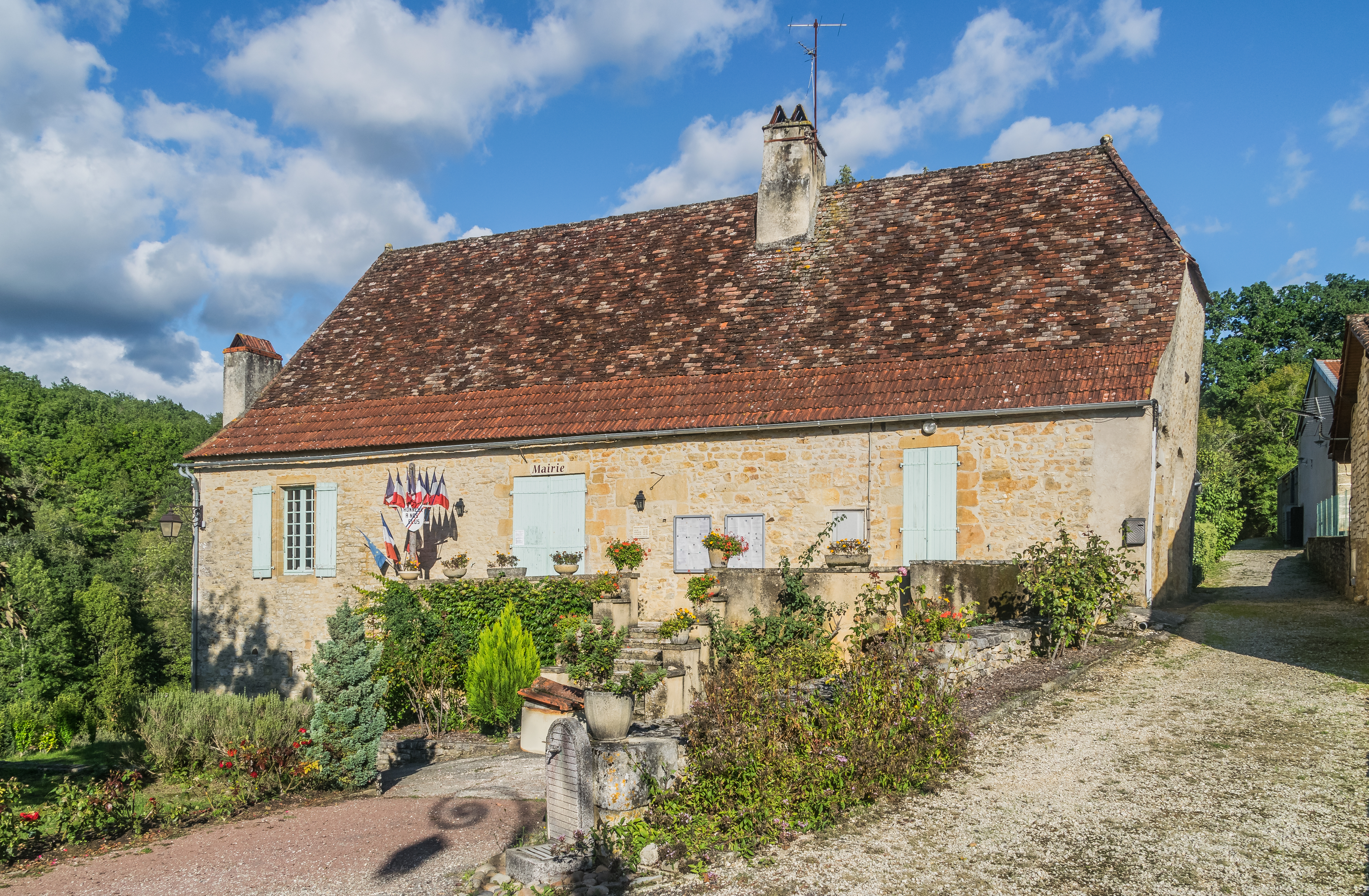
Rathaus

- Die Kirche Saint-Denys ist ein einschiffiger Bau des 18. Jahrhunderts mit einem zeitgemäßen Portal und einem darüber aufragenden Glockengiebel. Mächtige Eckpfeiler stabilisieren die Fassade und die Seitenwände.
- Das Château de Berbiguières stammt in seiner heutigen Gestalt überwiegend aus dem 16. und 17. Jahrhundert, doch selbst im frühen 20. Jahrhundert wurden noch Veränderungen vorgenommen. Es befindet sich in Privatbesitz und wurde im Jahr 1948 als Monument historique[1] anerkannt.
- Eine in den Jahren 1892–1894 konstruierte eiserne Brücke (Pont du Garrit) im Stil Gustave Eiffels überquert die Dordogne in Richtung Saint-Cyprien. Sie sollte von den deutschen Besatzungstruppen im Zweiten Weltkrieg demontiert und in die Normandie verbracht werden, was durch Gegenaktivitäten der Résistance jedoch letztlich verhindert wurde. Sie dient heute als Fußgängerbrücke.